# Daniel Loddo
 (octobre 2023).
Daniel Loddo est chanteur, compositeur, interprète, musicien occitan, ethnologue et ethnomusicologue. Né en 1954 à Cahuzac-sur-Vère, à la fois artiste et chercheur, il vit et travaille à Cordes-sur-Ciel. Véritable homme-orchestre, Daniel Loddo est le créateur et l'animateur de La Talvera, une association (CORDAE/La Talvera) qui est à la fois un groupe de musique traditionnelle modernisée, une maison d'édition, un centre de recherche et de documentation. Tant par ses créations musicales que ses publications, Daniel Loddo réalise année après année une œuvre considérable.
Daniel Loddo est aussi un artiste engagé, clairement marqué à gauche, et que le handicap n'a pas empêché : il est en effet non voyant.

## De l'Occitanie au Nordeste en passant par Marseille
Bien que puisant son répertoire principalement en Occitanie, Daniel Loddo n'a cessé de jeter des ponts, notamment avec la Bretagne et le Nordeste brésilien. Il fut aussi un collaborateur régulier du  Massilia Sound System. Pour un des fondateurs du groupe marseillais, Tatou, « la référence, c'est Daniel Loddo. C'est l'anticentralisme, le refus de l'élitisme. C'est la voix du peuple. Et même si la Talvera n'a pas atteint la notoriété du Massilia, l'important, ce n'est pas ça, mais de réinventer le folklore », comme il le déclarait à La Dépêche du Midi. Daniel Loddo a aussi collaboré avec les Fabulous Trobadors de Toulouse, dont l'homme-lige, Claude Sicre, a enregistré en 1986 avec l'artiste cordais son premier album Batestas e cantarias.

## De la guitare électrique à la craba
Multi-instrumentiste, Daniel Loddo pratique aussi bien l'accordéon diatonique que la bodega ou « craba » (mot occitan dérivé de la chèvre), la cornemuse de la Montagne noire. Cet instrument traditionnel, auquel Daniel Loddo a consacré un livret, a suscité chez lui une vocation à travers l'histoire familiale : « On faisait toujours de la musique, chez nous. Mon père et mon grand-père chantaient et improvisaient. Mon père jouait à la Clique de Gaillac et pratiquait plusieurs instruments. Je me suis mis à l'accordéon assez tard, à 24 ans, quand j'étais en maîtrise à la fac de droit de Toulouse. J'ai commencé en jouant de la guitare électrique dans un groupe de rock. Je me suis intéressé à Jimi Hendrix et les Beatles, bien avant de me consacrer à Landou et Marcel Bacou », chanteur et accordéoniste tarnais dont, à la différence de ces stars planétaires anglo-saxonnes, la renommée n'a jamais dépassé les monts de Lacaune et la Montagne noire.

## Sur les traces de Landou, dernier chansonnier errant
Le 29 janvier 1981, Daniel Loddo a retrouvé dans sa retraite du hameau de Vialelles près de Saint-Pierre-de-Trivisy Edmond Landes dit Landou (1908-1982), que beaucoup croyaient mort. Daniel Loddo a recueilli in extremis lors d'un enregistrement le répertoire du dit Landou, dernier chansonnier errant des monts de Lacaune, où il vécut en chantant en échange de quelques pièces les chansons de son père Armand Landes (1860-1936). Étudiant en 1986 et 1987 à l'École des hautes études en sciences sociales (EHESS), Daniel Loddo a consacré son mémoire à Armand et Edmond Landes. Il en a tiré un livre-disque, plusieurs fois réédité.

## Des recherches sur Marcel Bacou
Daniel Loddo donne aussi des conférences. Ainsi, ce « passeur d'histoires » fait revivre la mémoire de Marcel Bacou (1909-1985), un personnage à ne pas confondre avec son homonyme le footballeur Marcel Bacou. Celui que raconte Daniel Loddo fut au XXe siècle l'accordéoniste le plus populaire du Haut-Languedoc. Ce musicien renommé était aussi appelé Lo Ribon, l'Aveugle d'Anglès ou l'Acordeonista d'Anglès. Daniel Loddo et la Talvera lui consacrent des recherches et ont lancé un appel à témoignages, pour un projet de publication.

## La collecte des croyances populaires
Toujours dans le cadre de collectes des croyances populaires principalement du Tarn et de l'Aveyron, Daniel Loddo a consacré en 2005 une monographie aux légendes d'Occitanie,. Des connaissances quasi-encyclopédiques sur le département mises à profit avec la publication en novembre 2011 du premier calendrier perpétuel tarnais. Intitulé Se sabiatz mon país…, cet ouvrage inédit est aussi un outil de vulgarisation de 30 ans de recherches ethnologiques sur le Tarn.
Lui-même d'ascendance sarde, Daniel Loddo a travaillé en tant qu'ethnologue sur les questions d'immigration dans le Tarn et sur la persistance des cultures et traditions des personnes qui en sont issues.
Daniel Loddo a animé le 9 décembre 2011 à Penne pour le centième anniversaire de la mort d'un homme qui fut une légende vivante, le Terrible de Penne, Alexandre Viguier (1835-1911) dit aussi Lo Terrible de Pena,.
Daniel Loddo s'est aussi intéressé « aux êtres fantastiques des régions de France ».
Avec la Talvera, Daniel Loddo a organisé  un colloque « Es pas vertat » sur les « menteries et tradition orale »,, les 13, 14 et 15 janvier 2012, à Cordes.